# Szojuz TMA–02M
A Szojuz TMA–02M a Szojuz TMA–M orosz háromszemélyes szállító/mentőűrhajó űrrepülése volt 2011-ben. A 63. emberes repülés a Nemzetközi Űrállomásra (ISS), a 110. Szojuz űrhajó (1967 óta), valamint a 28. állandó személyzet az űrállomáson. A küldetés emblémáját Krasznojarszkból Katya Ikramova készítette.

## Küldetés
Hosszú távú cserelegénységet szállított az ISS fedélzetére. A tudományos és kísérleti feladatokon túl az űrhajók cseréje volt szükségszerű.

## Jellemzői
2011. június 7-én a Bajkonuri űrrepülőtér indítóállomásról egy Szojuz–FG juttatta Föld körüli, közeli körpályára. Több pályamódosítást követően június 9-én a Nemzetközi Űrállomást (ISS) automatikus vezérléssel megközelítette, majd sikeresen dokkolt. Az orbitális egység pályája 88,8 perces, 51,67 fokos hajlásszögű, elliptikus pálya-perigeuma 200 kilométer, apogeuma 258 kilométer volt.
Az időszakos karbantartó munkálatok mellett elvégezték az előírt kutatási, kísérleti és tudományos feladatokat. A legénység több mikrogravitációs kísérletet, emberi, biológiai és biotechnológiai, fizikai és anyagtudományi, technológiai kutatást, valamint a a Földdel és a világűrrel kapcsolatos kutatást végeztek. Fogadták a teherűrhajókat (M–10M, M–11M, ATV-2, M–12M, M–13M), kirámolták a szállítmányokat, illetve bepakolták a keletkezett hulladékot.
2011. november 22-én Arkalik (oroszul: Арқалық) városától hagyományos visszatéréssel, a tervezett leszállási körzettől mintegy 86 kilométerre ért Földet. A 6 fékezőrakéta hatására a leszálló sebesség 6-7 méter/másodpercről lassult 1,5-re. Összesen 167 napot, 6 órát, 12 percet és 25 másodpercet töltött a világűrben. 2613 alkalommal kerülte meg a Földet.

## Személyzet

### Felszállásnál
- Szergej Alekszandrovics Volkov (2) parancsnok,  Oroszország
- Michael Edward Fossum (3) fedélzeti mérnök,  Egyesült Államok
- Furukava Szatosi (1) fedélzeti mérnök,  Japán

### Leszálláskor
- Szergej Alekszandrovics Volkov parancsnok,  Oroszország
- Michael Edward Fossum fedélzeti mérnök,  Egyesült Államok
- Furukava Szatosi fedélzeti mérnök,  Japán

### Tartalék személyzet
- Oleg Dmitrijevics Kononyenko parancsnok,  Oroszország
- Donald Roy Pettit fedélzeti mérnök,   Egyesült Államok
- André Kuipers fedélzeti mérnök,  Hollandia

## Külső hivatkozások
- Szojuz TMA–02M. kursknet.ru. [2015. október 5-i dátummal az eredetiből archiválva]. (Hozzáférés: 2013. augusztus 21.)
- Szojuz TMA–02M. spacefacts.de. (Hozzáférés: 2013. augusztus 21.)
- Szojuz TMA–02M. lib.cas.cz. [2013. október 13-i dátummal az eredetiből archiválva]. (Hozzáférés: 2013. augusztus 21.)
- Szojuz TMA–02M. sg.hu. (Hozzáférés: 2013. augusztus 21.)

| Elődje: Szojuz TMA–21 | Szojuz-program 2010–Napjainkig | Utódja: Szojuz TMA–22 |